# Apicomplexa
Die Apicomplexa (von lat. apex ‚Spitze‘) sind einzellige, zu den Eukaryoten gehörige Parasiten, die infektiöse Sporozysten oder Oozysten produzieren und einen charakteristischen Generationswechsel durchlaufen, bei dem sich geschlechtliche und ungeschlechtlich vermehrende Zellen abwechseln.
Bekannte Vertreter sind die Malaria-Erreger der Gattung Plasmodium sowie Toxoplasma gondii, der Erreger der Toxoplasmose.

## Merkmale

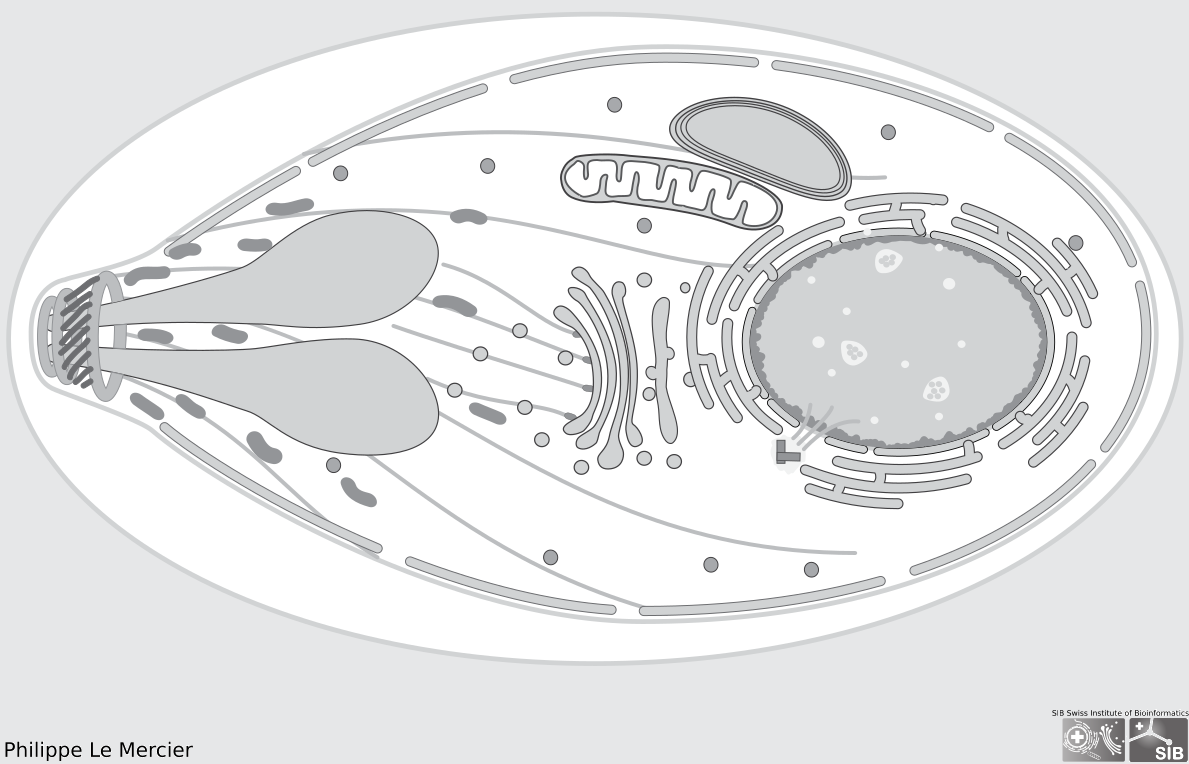
Schemazeichnung einer Zelle der Apicomplexa (Querschnitt), interaktive Version siehe SwissBioPics.

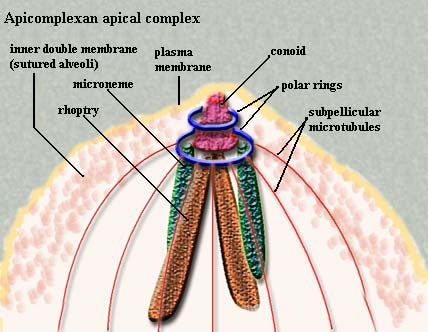
Apikaler Komplex der Apicomplexa

Charakteristische Merkmale der Apicomplexa sind:
- am vorderen (apikalen) Ende befindet sich der namensgebende charakteristische Organkomplex, der als „apikaler Komplex“ (englisch apical complex) bezeichnet wird. Er wird aus dem Zytoskelett gebildet, dazu kommen:
  - ein Polringkomplex aus einem oder mehreren Ringen (engl. polar rings) oder Bändern aus Mikrotubuli;
  - bei den Mitgliedern der Conoidasida gehört ein Conoid genannter Trichter aus Tubulinproteinen in Form eines Kegelstumpfes dazu, dieser dient offenbar zum Durchdringen der Wirtszell-Membran, er fehlt bei den Aconoidasida;
  - (zwei) Rhoptrien:[3] größere, nach hinten verlängerte Vesikel (Bläschen), die lytische Enzyme und Serin/Threonin-Kinasen enthalten und z. B. an der Auflösung roter Blutkörperchen beteiligt sind;
  - etliche Mikroneme:[4] kleinere, länglich gestreckte Vesikel, die auf Membranverdickungen beruhen und typischerweise im gesamten vorderen Teil der Zelle verteilt sind.
- Jede Zelle besitzt ein Exemplar von spezialisierten Plastiden, den Apicoplasten. Im Gegensatz zu den einfacher gebauten Plastiden der höheren Pflanzen und Grünalgen besitzt dieses Organell zwei zusätzliche Hüllmembranen, womit sich eine Gesamtzahl von vier Hüllmembranen ergibt.
- Die Zelle ist von einer Pellicula aus drei Membranschichten (der Alveolarstruktur) umgeben, in der sich Mikroporen befinden.[1]
- Die Einzeller zeigen eine „gleitende“ Fortbewegung, die ohne Geißeln (Flagellen) oder Zilien durch Veränderungen in der Zellform vonstattengeht. Geißeln finden sich nur in den sog. Mikrogameten einiger Arten; bei bestimmten Arten werden auch Pseudopodien (Scheinfüßchen) zur Nahrungsaufnahme (Phagocytose) gebildet (Beispiele für beide Sonderformen finden sich in der Gruppe der Conoidasida).

### Apicoplast
Es wird angenommen, dass sich der Apicoplasten aus einer Rotalge entwickelt hat, die im Zuge einer sekundären Endosymbiose durch eine andere Protisten-Zelle aufgenommen wurde. So stammen die beiden inneren Hüllmembranen vom ursprünglichen Plastiden der Rotalge, und jeweils eine Membran ist aus den Zellmembranen der Rotalge und des Wirtes hervorgegangen. Anfangsstadien einer solchen sekundären Plastiden-Endosymbiose findet man beispielsweise bei der Wimpertierchen-Gattung Mesodinium (siehe insbes. M. chamaeleon).
Proteine, die im Apicoplast lokalisiert sind, besitzen eigene zweigeteilte Signalpeptide, die den Transport über die Zellmembran sichern. Der Apicoplast besitzt ein eigenes Plastiden-Genom, welches dem pflanzlicher Plastiden ähnelt. Unter anderem wurden Enzyme gefunden, die üblicherweise in Pflanzen Teil des Photosynthese-Apparates sind. In den Apicoplasten besitzen sie aber andere Aufgaben, und die Apicomplexa betreiben als obligate Endoparasiten keine Photosynthese. Ein Beispiel dafür ist die Ferredoxin-NADPH-Reduktase, die in Pflanzen Teil des Photosystems I ist.
Obwohl die Apicomplexa die Fähigkeit zur Photosynthese verloren haben, ist der Apicoplast zum Überleben notwendig.

## Vermehrung
Die meisten Apicomplexa sind haploid. Oft wird als ungeschlechtliche Vermehrungsphase zunächst eine Schizogonie (Syn. Merogonie, Zerfallsteilung) durchlaufen, bei der ein mehrkerniges Stadium (der Schizont/Meront) sich in unterschiedlich viele Zellen (die Merozoiten) teilt. Aus einigen Merozoiten können Gamonten und später Gameten entstehen, die während der Gamogonie (Gametogamie) zu einer Zygote verschmelzen. Aus der Zygote entstehen, nachdem die Meiose und oftmals eine weitere ungeschlechtliche Vermehrung (Sporogonie) vollzogen wurde, infektiöse Sporozoiten, die noch in Zystenhüllen stecken können.

## Wirte
Es können bei den Apicomplexa ein oder mehrere Wirte auftreten, die sich auf unterschiedliche Weise infizieren können. So werden z. B. die Oozysten oft mit dem Kot ausgeschieden und können durch eine Schmutz- und Schmierinfektion in einen neuen Wirt gelangen. Viele Sporozoen bilden in Zwischenwirten auch Dauerstadien in einer Cystenhülle aus, die von einem fleischfressenden Endwirt beim Verzehr von rohem Fleisch aufgenommen werden können. Beim Malaria-Erreger werden die Sporozoiten von Mücken beim Stechakt übertragen.

## Systematik

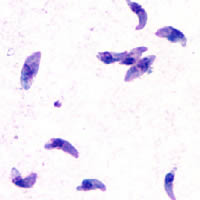
Tachyzoiten von Toxoplasma gondii, gefärbt mit Giemsa.

Ein Synonym zu Apicomplexa ist Sporozoa Leuckart, 1879.
Adl et al. (2019) unterteilen die Apicomplexa in folgende Gruppen:
- Aconoidasida Mehlhorn et al. 1980 [= Hematozoa Vivier 1982]
  - Haemospororida Danilewsky 1885
  - Piroplasmorida Wenyon 1926
  - Nephromycida Cavalier-Smith 1993
- Conoidasida Levine 1988
  - Coccidia Leuckart 1879
    - Adeleorina Léger 1911
    - Eimeriorina Léger 1911

  - Gregarinasina Dufour 1828
    - Archigregarinorida Grassé 1953
    - Eugregarinorida Léger 1900
    - Neogregarinorida Grassé 1953
    - Cryptogregarinorida Cavalier-Smith 2014
      - Cryptosporidium

  - Blastogregarinea Chatton & Villeneuve 1936
- incertae sedis innerhalb der Apicomplexa:
- Aggregata Frenzel 1885
- Christalloidophora Dehorne, 1934
- Dobellia Ikeda, 1914
- Echinococcidium Porchet 1978
- Globidiellum Brumpt 1913
- Joyeuxella Brasil 1902
- Rhabdospora Laguesse 1906
- Spermatobium Eisen 1895
- Spiriopsis Arvy and Peters 1972
- Spirogregarina Wood and Herman 1943
- Toxocystis Léger and Duboscq 1910
- Trophosphaera Le Calvez 1939

Nach neueren Ergebnissen gehören auch die Microsporidia wohl zu den Apicomplexa, nicht, wie lange gedacht, zu den Pilzen. Diese besitzen keinen Apicoplasten. Vermutlich fehlt dieser aber nicht primär, sondern ist sekundär verlorengegangen. Aufgrund der morphologischen Ähnlichkeit waren Mikrosporidien auch traditionell in das Phylum Sporozoa mit einbezogen worden, was demnach nachträglich bestätigt wäre. Die Apicomplexa in diesem Sinne sind allerdings nur dann monophyletisch, wenn die Gattung Digyalum Koura et al. 1990 (vorher incertae sedis in den Gregarinen), herausgenommen wird. Diese besitzt einen Apicoplasten, möglicherweise mit Ursprung aus demselben Algentaxon wie derjenige der Apicomplexa. Demnach ist der Bauplan der Apicomplexa mehrfach unabhängig aus algenartigen, zur Photosynthese befähigten Vorfahren mit näherer Verwandtschaft zu den Dinoflagellaten hervorgegangen.

### Marosporida
Die Klasse Marosporida Mathur, Kristmundsson, Gestal, Freeman & Keeling 2020 ist eine neu eingerichtete Gruppe der Apicomplexa, die mit den Kokzidien (Coccidia) und Hematozoa (Haemosporida) verwandt ist.
Sie ist charakterisiert als eine phylogenetische Klade, die folgende Mitglieder umfasst:
- Familie Aggregatidae Labbé, 1899 (ausgegliedert aus den Kokzidien)
  - Aggregata octopiana Frenzel 1885,
  - Merocystis kathae Dakin, 1911
- Familie Rhytidocystidae Levine, 1979 (ausgegliedert aus den Kokzidien, Agamococcidiorida)
  - Rhytidocystis sp. 1 (Janouškovec et al., 2019)
  - Rhytidocystis sp. 2 (Janouškovec et al. 2019),
- ohne Familienzuweisung, aber eng verwandt mit Rhytidocystidae
  - Margolisiella islandica Kristmundsson et al. 2011

Die Marosporida infizieren wirbellose Meerestiere.
Die Mitglieder dieser Gruppe verfügen über Plastidengenome und den typischen (kanonischen) Plastidenstoffwechsel der Apicomplexa. Sie haben jedoch das am stärksten reduzierte Apikoplastengenom, das bis 2020 sequenziert wurde. Es fehlt ihnen insbesondere die übliche (kanonische) RNA-Polymerase der Plastiden. Dieser Umstand eröffnet neue Einblicke in die Evolution reduktiver Organellen.